# Michael Frings (Jurist)
Michael Frings (* 8. Februar 1949 in Neuss) ist ein deutscher Jurist und Professor an der FH Aachen.

## Leben
Geboren in Neuss schloss Frings 1967 die Schulbildung mit dem Abitur ab. Anschließend nahm er das Studium der Rechtswissenschaften an den Universitäten Köln und Genf auf, das er 1973 mit dem Ersten Staatsexamen abschloss. 1975 wurde er mit der Arbeit Der Einfluss privatrechtlicher Staatsrechtsverträge und nationaler Rechtsordnungen auf den internationalen Luftbeförderungsvertrag an der Universität Köln zum Doktor der Rechte promoviert. Nach dem Rechtsreferendariat, das er unter anderem in Lima ableistete, trat Frings 1977 als Richter in den Staatsdienst ein. Bis 1994 hatte er verschiedene Stellen, unter anderem am Landgericht und am Oberlandesgericht in Köln, inne. 1994 erhielt er den Ruf auf eine Professur für Wirtschafts- und Arbeitsrecht am Fachbereich Wirtschaftswissenschaften der FH Aachen. Seit 2002 betreut er dort den Lehrstuhl für Bürgerliches Recht, deutsches und internationales Recht. Neben seiner Tätigkeit als Professor engagiert sich Frings auch für die internationale Arbeit der Fachhochschule. So ist er beispielsweise seit 1999 für seinen Fachbereich Auslandsbeauftragter für Nordeuropa.

## Veröffentlichungen (Auswahl)
- Der Einfluss privatrechtlicher Staatsrechtsverträge und nationaler Rechtsordnungen auf den internationalen Luftbeförderungsvertrag. Universität Köln (Diss.), Köln 1975.
- Achim Albrecht, Michael Frings, Jörg W. Haase: Studienbuch Wirtschaftsrecht: Grundzüge des Wirtschaftsprivatrechts. Fortis Verlag, Mainz 2002, ISBN 978-3-933430-93-9.
- Verbesserter Verbraucherschutz bei kreditfinanzierten Immobiliengeschäften. In: Verbraucher und Recht. 2004, S. 204–210.
- Kreditfinanzierte Immobiliengeschäfte im Strukturvertrieb. In: Betriebsberater. 2004, S. 2557 f.
- Verbesserter Schutz vor Kostenfallen im elektronischen Geschäftsverkehr („Buttonlösung“). In: Neue Wirtschaftsbriefe (NWB). 2012, S. 1912–1918.